# Kengo Kawamata
Pour les articles homonymes, voir Kawamata (homonymie).
Kengo Kawamata (川又 堅碁, Kawamata Kengo) est un footballeur international japonais né le 14 octobre 1989. Il évolue au poste d'attaquant.

## Biographie
Kengo Kawamata commence sa carrière professionnelle à l'Ehime FC, équipe de deuxième division. Il ne s'impose pas dans ce club. Il est transféré en 2008 à l'Albirex Niigata, club de première division. Son temps de jeu est famélique et il faut attendre l'année 2011 pour le voir plus régulièrement sur les terrains. 
Après un court passage dans le club amateur brésilien de Catanduvense, il est prêté en 2012 au Fagiano Okayama, en deuxième division, afin de gagner du temps de jeu. Il est cette-fois titulaire indiscutable et inscrit 18 buts en 38 matchs de championnat. De retour à l'Albirex Niigata, il continue sur sa lancée en inscrivant 15 buts en 21 matchs de championnat.